# Іва Дзаніккі
Іва Дзаніккі (італ. Iva Zanicchi, еміл. Iva Zanicchi; нар. 18 січня 1940, Лігонкьо, Емілія-Романья, Італія) — італійська співачка, телеведуча і політична діячка. Триразова переможниця фестивалю Сан-Ремо. Представляла Італію на конкурсі пісні Євробачення 1969 і зайняла на ньому 13 місце.

## Біографія
Іва Дзаніккі отримала широку популярність в 1960-х і 1970-х роках в ролі яскравої виконавиці італійської популярної музики. Вона є єдиною співачкою, що тричі перемагала на фестивалі Сан-Ремо — в 1967 році з піснею Non pensare a me (дуетом з Клаудіо Віллою), в 1969 — Zingara (дуетом з Боббі Соло) і в 1974 — Ciao cara come stai (сольно). 
Політичну кар'єру Дзаніккі почала в 1999 році, коли Сільвіо Берлусконі включив її кандидатуру до списку партії «Вперед, Італія» на виборах в Європейський парламент, але тоді вона не домоглася успіху. У 2004 році на нових європейських виборах (знову за списком «Вперед, Італія») вона опинилася ближче до перемоги, але програла при повторному перерахунку голосів Ясу Гавронскі. В 2008 році Дзаніккі стала депутаткою Європарламенту, замінивши Маріо Мантовані, який достроково вибув з Європарламенту в зв'язку з обранням в Сенат Італії, і увійшла до фракції Європейської народної партії.
Вибула з Європарламенту за підсумками виборів 2014 року, після чого зробила заяву про відхід з політики, оскільки «віддала їй забагато, нічого не отримавши натомість». Дзаніккі також звинуватила свою партію Вперед, Італія (з 2009 року вона представляла партію Берлусконі «Народ свободи») у бойкоті з самого початку своєї політичної кар'єри і засумнівалася в наявності у цієї партії сприятливих перспектив.

## Особисте життя
19 липня 1967 року Іва Дзаніккі одружилася з Тоніно Ансольді, сином Джанбаттіста Ансольді, власника студії Ri-fi, на якій були записані два перших диска Дзаніккі Zero in amore — Come un tramonto і Sei ore — Tu dirai, які спочатку не мали успіху, але тепер вкрай високо цінуються колекціонерами. У 1976 році розлучилася, а з 1985 року зустрічалася з Фаусто Пінна, своїм агентом і музичним продюсером. 19 грудня 1967 народила від Ансольді дочку Мікелу, у якої є діти Лука (нар. 1998) і Вірджинія (нар. 2003).

## Участь на Фестивалі в Сан-Ремо
- I tuoi anni più belli (1965)
- La notte dell'addio (1966)
- Non pensare a me (1967)
- Per vivere (1968)
- Zingara (1969)
- L'arca di Noè (1970)
- Ciao cara come stai? (1974)
- Chi (mi darà) (1984)
- Fossi un tango (2003)
- Ti voglio senza amore (2009)

## Дискографія

### Альбоми
- Iva Zanicchi (1965)
- Fra noi (1967)
- Unchained Melody (1968)
- Iva senza tempo (1970)
- Caro Theodorakis ... Iva (1970)
- Caro Aznavour (1971)
- Shalom (1971)
- Fantasia (1972)
- Dall'amore in poi (1972)
- Le giornate dell'amore (1973)
- Io ti propongo (1974)
- ¿Chao Iva còmo estas? (1974)
- Io sarò la tua idea (1975)
- Confessioni (1976)
- The Golden Orpheus '76 (live in Bulgaria) (1976)
- Cara Napoli (1976)
- Con la voglia di te (1978)
- Playboy (1978)
- D'Iva (1980)
- Iva Zanicchi (1981)
- Nostalgias (1981)
- Yo, por amarte (1982)
- Quando arriverà (1984)
- Iva 85 (1984)
- Care colleghe (1987)
- Nefertari (1988)
- Come mi vorrei (1991)
- Fossi un tango (2003)
- Colori d'amore (2009)
- In cerca di te (2013)

### Сингли
- Zero in amore / Come un tramonto (1963)
- Tu dirai / Sei ore (1963)
- Come ti vorrei / La nostra spiaggia (1964)
- Credi / Resta sola come sei (1964)
- Come ti vorrei / Chi potrà amarti (1964)
- I tuoi anni più belli / Un altro giorno verrà (1965)
- Accarezzami amore / Mi cercherai (1965)
- Caro mio / Non tornar mai (1965)
- La notte dell'addio / Caldo è l'amore (1966)
- Fra noi / Gold Snake (1966)
- Ma pecché / Tu saje a verità (1966)
- Monete d'oro / Ci amiamo troppo (1966)
- Non pensare a me / Vita (1967)
- Quel momento / Dove è lui (1967)
- Le montagne (ci amiamo troppo) / Vivere non vivere (1967)
- Dolcemente / Come stai bene e tu? (1967)
- Per vivere / Non accetterò (1968)
- Amore amor / Sleeping (1968)
- La felicità / Anche così (1968)
- La felicità / Ci vuole così poco (1968)
- Senza catene / Diverso dagli altri (1968)
- Zingara / Io sogno (1969)
- Due grosse lacrime bianche / Tienimi con te (1969)
- Un bacio sulla fronte / Accanto a te (1969)
- Che vuoi che sia / Perché mai (1969)
- Vivrò / Estasi d'amore (1969)
- L'arca di Noé / Aria di settembre (1970)
- Un uomo senza tempo / Un attimo (1970)
- Un fiume amaro / Il sogno é fumo (1970)
- Un fiume amaro / Tienimi con te (1970)
- Una storia di mezzanotte / Il bimbo e la gazzella (1970)
- La riva bianca, la riva nera / Tu non sei più innamorato di me (1971)
- Coraggio e paura / Sciogli i cavalli al vento (1971)
- Ma che amore / Il mio bambino (1972)
- Nonostante lei / Non scordarti di me (1972)
- Alla mia gente / Dall'amore in poi (1972)
- La mia sera / Il sole splende ancora (1972)
- Mi ha stregato il viso tuo / A te (1972)
- I mulini della mente / Basterà (1973)
- Le giornate dell'amore / Chi mi manca é lui (1973)
- Fred Bongusto: White Christmas / Natale dura un giorno (1973)
- L'indifferenza / Sarà domani (1974)
- Ciao cara come stai?  / Vendetta (1974)
- Testarda io / Sei tornato a casa tua (1974)
- Testarda io / E la notte é qui (1976)
- Io sarò la tua idea / Jesus (1975)
- Mamma tutto / Dormi, amore dormi (1976)
- I discorsi tuoi / Confessioni (1976)
- Arrivederci padre / Che uomo sei (1977)
- Munasterio 'e Santa Chiara /' O destino (1977)
- Mal d'amore / Selvaggio (1977)
- Con la voglia di te / Sei contento (1978)
- Per te / Pronto 113 (1979)
- La valigia / Ditemi (1979)
- A parte il fatto / Capirai (1979)
- Ardente / E tu mai (1981)
- Aria di luna / Amico (1983)
- Chi (mi darà) / Comandante (1984)
- Quando arriverà / Sera di vento (1984)
- Da domani senza te / Aria di luna (1985)
- Volo / Uomini e no (1987)
- Ho bisogno di te (2001)
- Ti voglio senza amore (2009)

## Фільмографія
- Una ragazza tutta d'oro (1967)
- Остання новорічна ніч (1998)
- Caterina e le sue figlie (2005)
- Caterina e le sue figlie 2 (2007)
- Caterina e le sue figlie 3 (2010)